# Palmitas (Uruguay)
Palmitas es una localidad uruguaya del departamento de Soriano y es sede del municipio homónimo.

## Geografía
La localidad se ubica en el centro del departamento de Soriano, sobre la cuchilla del Bizcocho y junto a la ruta 2 en su km 241, próximo al empalme de esta ruta con la 105. Aproximadamente 37 km la separan de la capital departamental, Mercedes, y se encuentra a aproximadamente 38 de la ciudad de Dolores.

## Historia
La localidad de Palmitas tuvo su origen con la extensión del ferrocarril de la línea a Mercedes y la construcción de la estación en el km 257 a principios del siglo XX. Fue elevada oficialmente a la categoría de pueblo por ley 12021 del 6 de noviembre de 1953.

## Población
Según el censo de 2011 la localidad contaba con una población de 2123 habitantes.
| 1433          | 1288 | 1332 | 1531 | 1774 | 1954 | 2123 |
| (Fuente: INE) |      |      |      |      |      |      |

## Atractivos
El 1° de mayo de cada año se desarrollan jineteadas organizadas por el Club de Leones de Palmitas y participan jinetes de Uruguay, Argentina y Brasil.